# هايدي زيمونز
هايدي زيمونز (بالألمانية: Heide Simonis)‏ (و. 1943  م) هي كاتِبة، وسياسية ألمانية، ولدت في بون، هي عضوةٌ الحزب الديمقراطي الاجتماعي الألماني، شاركت في الانتخابات الرئاسية الألمانية 2012، والانتخابات الرئاسية الألمانية 2010، والانتخابات الرئاسية الألمانية 2004، والانتخابات الرئاسية الألمانية 1999 ‏.

## مناصب
تولت منصب رئيس وزراء شليسفيغ هولشتاين ‏ (19 مايو 1993–27 أبريل 2005)
- عضو في البوندستاغ الألماني (14 ديسمبر 1976–4 نوفمبر 1980)[14]
- عضو مجلس الشورى الموحد شليزفيغ-هولشتاين.

## التعليم
تعلمت في جامعة كيل.

## جوائز
حصلت على جوائز منها:

وسام منع الإساءة للحيوانات ‏ (1998)

## روابط خارجية
- هايدي زيمونز على موقع مونزينجر (الألمانية)